# Tom Ballard
Tom Ballard (16. října 1988 – mezi 24. únorem a 9. březnem 2019) byl anglický horolezec. Oba jeho rodiče, otec Jim Ballard a hlavně slavná matka Alison Hargreaves, se věnovali horolezectví. Matka zahynula v Karákoramu při sestupu z K2, když mu bylo šest let. Významným Ballardovým počinem je sólové vylezení šesti velkých alpských severních stěn v jediné zimní sezóně bez doprovodného týmu – od prosince 2014 do března 2015 vystoupil na Cima Grande di Lavaredo, Piz Badile, Matterhorn, Grandes Jorasses, Aiguille du Dru a Eiger. V zimě 2019 byl spolu s Italem Danielem Nardim na expedici na osmitisícovku Nanga Parbat, pokoušeli se o prvovýstup Mummeryho žebrem. S okolním světem naposledy komunikovali 24. února. Zanedlouho byla zahájena pátrací akce. Jejich těla byla nalezena 9. března 2019, příčinou smrti byly pravděpodobně následky pádu seraků.